# Tournoi de tennis de Bruxelles en salle (ATP)
Ne doit pas être confondu avec Tournoi de tennis de Bruxelles.
Le tournoi de Bruxelles (également connu comme Donnay Indoor Championships) est un tournoi de tennis masculin du circuit professionnel ATP.
Le tournoi s'est disputé de 1981 à 1992 sur moquette. Seuls Boris Becker et Mats Wilander ont remporté ce tournoi à deux reprises en simple.

## Palmarès

### Simple
| No | Date       | Nom et lieu du tournoi                 | Catégorie           | Dotation       | Surface         | Vainqueur        | Finaliste        | Score                       |                |
| -- | ---------- | -------------------------------------- | ------------------- | -------------- | --------------- | ---------------- | ---------------- | --------------------------- | -------------- |
| 1  | 09-03-1981 | , Bruxelles                            |                     | 175 000 $      | Moquette (int.) | Jimmy Connors    | Brian Gottfried  | 6-2, 6-4, 6-3               |                |
| 2  | 08-03-1982 | , Bruxelles                            |                     | 250 000 $      | Moquette (int.) | Vitas Gerulaitis | Mats Wilander    | 4-6, 7-6, 6-2               |                |
| 3  | 07-03-1983 | , Bruxelles                            |                     | 250 000 $      | Moquette (int.) | Peter McNamara   | Ivan Lendl       | 6-4, 4-6, 7-6               |                |
| 4  | 05-03-1984 | Belgian Indoor Championship, Bruxelles |                     | 250 000 $      | Moquette (int.) | John McEnroe     | Ivan Lendl       | 6-1, 6-3                    |                |
| 5  | 11-03-1985 | Belgian Indoor Championship, Bruxelles |                     | 210 000 $      | Moquette (int.) | Anders Järryd    | Mats Wilander    | 6-4, 3-6, 7-5               |                |
| 6  | 17-03-1986 | Belgian Indoor Championship, Bruxelles |                     | 250 000 $      | Moquette (int.) | Mats Wilander    | Broderick Dyke   | 6-2, 6-3                    | Tableau        |
| 7  | 23-03-1987 | Belgian Indoor Championship, Bruxelles |                     | 250 000 $      | Moquette (int.) | Mats Wilander    | John McEnroe     | 6-3, 6-4                    | Tableau        |
| 8  | 21-11-1988 | Belgian Indoor Championship, Bruxelles |                     | 372 500 $      | Moquette (int.) | Henri Leconte    | Jakob Hlasek     | 7-6, 7-6, 6-4               |                |
|    | 1989       | Pas de tournoi                         | Pas de tournoi      | Pas de tournoi | Pas de tournoi  | Pas de tournoi   | Pas de tournoi   | Pas de tournoi              | Pas de tournoi |
| 9  | 12-02-1990 | Belgian Indoor Championship, Bruxelles | Championship Series | 465 000 $      | Moquette (int.) | Boris Becker     | Carl-Uwe Steeb   | 7-5, 6-2, 6-2               |                |
| 10 | 11-02-1991 | Donnay Indoor Championship, Bruxelles  | Championship Series | 465 000 $      | Moquette (int.) | Guy Forget       | Andreï Cherkasov | 6-3, 7-5, 3-6, 7-6          |                |
| 11 | 10-02-1992 | Donnay Indoor Championship, Bruxelles  | Championship Series | 665 000 $      | Moquette (int.) | Boris Becker     | Jim Courier      | 65-7, 2-6, 7-610, 7-65, 7-5 |                |

### Double
| No | Date       | Nom et lieu du tournoi                 | Catégorie           | Dotation       | Surface         | Vainqueurs                          | Finalistes                      | Score          |                |
| -- | ---------- | -------------------------------------- | ------------------- | -------------- | --------------- | ----------------------------------- | ------------------------------- | -------------- | -------------- |
| 1  | 09-04-1973 | , Bruxelles                            |                     | 50 000 $       | Moquette (int.) | Robert Lutz Stan Smith              | John Alexander Phil Dent        | 6-4, 7-6       |                |
|    | 1974-1981  | Pas de tournoi                         | Pas de tournoi      | Pas de tournoi | Pas de tournoi  | Pas de tournoi                      | Pas de tournoi                  | Pas de tournoi | Pas de tournoi |
| 2  | 09-03-1981 | , Bruxelles                            |                     | 175 000 $      | Moquette (int.) | Sandy Mayer Frew McMillan           | Kevin Curren Steve Denton       | 4-6, 6-3, 6-3  |                |
| 3  | 08-03-1982 | , Bruxelles                            |                     | 250 000 $      | Moquette (int.) | Pavel Složil Sherwood Stewart       | Tracy Delatte Chris Dunk        | 6-4, 6-7, 7-5  |                |
| 4  | 07-03-1983 | , Bruxelles                            |                     | 250 000 $      | Moquette (int.) | Heinz Günthardt Balázs Taróczy      | Hans Simonsson Mats Wilander    | 6-2, 6-4       |                |
| 5  | 05-03-1984 | Belgian Indoor Championship, Bruxelles |                     | 250 000 $      | Moquette (int.) | Tim Gullikson Tom Gullikson         | Kevin Curren Steve Denton       | 6-4, 6-7, 7-6  |                |
| 6  | 11-03-1985 | Belgian Indoor Championship, Bruxelles |                     | 210 000 $      | Moquette (int.) | Stefan Edberg Anders Järryd         | Kevin Curren Wojtek Fibak       | 6-3, 7-6       |                |
| 7  | 17-03-1986 | Belgian Indoor Championship, Bruxelles |                     | 250 000 $      | Moquette (int.) | Boris Becker Slobodan Živojinović   | John Fitzgerald Tomáš Šmíd      | 7-6, 7-5       | Tableau        |
| 8  | 23-03-1987 | Belgian Indoor Championship, Bruxelles |                     | 250 000 $      | Moquette (int.) | Boris Becker Slobodan Živojinović   | Chip Hooper Mike Leach          | 7-6, 7-6       | Tableau        |
| 9  | 21-11-1988 | Belgian Indoor Championship, Bruxelles |                     | 372 500 $      | Moquette (int.) | Wally Masur Tom Nijssen             | John Fitzgerald Tomáš Šmíd      | 7-5, 7-6       |                |
|    | 1989       | Pas de tournoi                         | Pas de tournoi      | Pas de tournoi | Pas de tournoi  | Pas de tournoi                      | Pas de tournoi                  | Pas de tournoi | Pas de tournoi |
| 10 | 12-02-1990 | Belgian Indoor Championship, Bruxelles | Championship Series | 465 000 $      | Moquette (int.) | Emilio Sánchez Slobodan Živojinović | Goran Ivanišević Balázs Taróczy | 7-5, 6-3       |                |
| 11 | 11-02-1991 | Donnay Indoor Championship, Bruxelles  | Championship Series | 465 000 $      | Moquette (int.) | Todd Woodbridge Mark Woodforde      | Libor Pimek Michiel Schapers    | 6-3, 6-0       |                |
| 12 | 10-02-1992 | Donnay Indoor Championship, Bruxelles  | Championship Series | 665 000 $      | Moquette (int.) | Boris Becker John McEnroe           | Guy Forget Jakob Hlasek         | 6-3, 6-2       |                |